# Serra do Teixeira (Chapada Diamantina)
A Serra do Teixeira é um conjunto de montanhas íngremes localizada em sentido noroeste a sudeste na Chapada Diamantina, região central do estado brasileiro da Bahia.
Em sua área corre o rio Água Suja, um dos principais afluentes do rio de Contas. Tem altitude máxima de 901 metros.